# فهرست حوادث در اثر آتش خودی در ایران
آتش خودی به عملی که براثر آن نیروهای خودی یا نیروهای هم‌پیمان به‌صورت اتفاقی یا اشتباهی کشته یا زخمی شوند، می‌گویند. آتش خودی نوعی از تلفات جانبی است که در آن آسیب، ناخواسته و در پی شلیک‌ها و حملات به نیروهای خودی وارد می‌شود. تلفات بر اثر آتش خودی ممکن است به خاطر شناسایی غلط هدف به عنوان دشمن، یا بر اثر بی‌دقتی یا اشکالات فنی رخ بدهد.
جان‌باختگان آتش خودی، معمولا به کسانی گفته می‌شود که به هر علت، هدف شلیک نیروهای کشور خود در میدان‌های جنگ قرار می‌گیرند. اما در یک تعریف گسترده‌تر، همین مفهوم شامل افرادی که بر اثر این نوع شلیک، در خارج از زمان و مکان جنگ جان می‌بازند هم می‌شود.
کشته شدن نظامیان یا سایر شهروندان بر اثر آتش خودی، در مناطق مختلف دنیا به درجات گوناگون به وقوع پیوسته است. ولی فارغ از رایج بودن یا نبودن این تلفات در کشورهای دیگر، انتظار طبیعی جامعه و به ویژه بازماندگان چنین وقایعی آن است که در مورد تک تک آنها تحقیقات و رسیدگی شفاف صورت گیرد.
در زیر فهرستی از حوادثی که در اثر آتش خودی اتفاق افتاده است، آمده:

## در دوران جمهوری اسلامی

### دوران جنگ ایران و عراق
نیروهای ایرانی در اوایل جنگ ایران و عراق، به خاطر نداشتن آموزش کافی، ده‌ها هواپیمای خودی را زدند. برای نمونه، غلامحسین باستانی در ۴ تیر ۱۳۵۹ هدف شلیک آتش نیروهای ایرانی قرار گرفت و «نخستین خلبان جان باخته در اثر آتش خودی» شد.
این آموزش ناکافی، فقط متوجهٔ پدافند هوایی نبود. جعفر اسدی، از فرماندهان سپاه پاسداران انقلاب اسلامی در مصاحبه‌ای گفت در اوایل جنگ مدتی بدون آنکه بدانند با بچه‌های [استان] خراسان می‌جنگیدند.
در تاریخ‌نگاری رسمی جنگ هشت سالهٔ ایران و عراق، بسیار به ندرت ممکن است اثری از گزارش‌های رسمی و علنی آتش خودی دیده شود. بنابراین، به نظر برخی از تحلیل‌گران، اغلب پرونده‌های مربوط به «آتش خودی» از خط قرمزهای نانوشته تاریخ‌نگاری رسمی در جمهوری اسلامی بوده‌اند و نهادهای رسمی در سال‌های بعد، علاقه‌ای به پرداختن به آن‌ها نشان نداده‌اند.
گفته می‌شود در شش ماه نخست جنگ، تعداد خلبان‌هایی که در خاک ایران جان خود را از دست دادند، از تعداد همقطاران آنها که در خاک عراق کشته شدند بیشتر بود؛ هرچند همه موارد سقوط در داخل، لزوما به آتش خودی ارتباط نداشت و بعضی از آنها، پس از هدف قرار گرفتن از سوی عراقی‌ها در قلمروی ایران سقوط کردند.
- ناوچه مهران؛ در ۲۷ مهر ۱۳۵۹ هدف شلیک یک فانتوم ایرانی قرار گرفت و منجربه کشته شدن ۳۱ نفر از خدمهٔ آن شد.
- ناوچه تیران؛ در روز ۲۷ مهر ۱۳۵۹ پس از هدف قرار گرفتن ناوچهٔ مهران، یک ناوچه دیگر به نام تیران برای کمک به پرسنل مهران به منطقه رفت. اما تیران هم هدف شلیک یک فانتوم خودی قرار گرفت که منجر به از کار افتادنش شد، هرچند غرق نشد.
- غلامحسین باستانی؛ خلبان جنگندهٔ اف-۵ در ۴ تیر ۱۳۵۹ هدف شلیک نیروهای ایرانی قرار گرفت.
- علی شمس‌بیگی و احمد رمضانی، خلبانان اف-۴ و بیژن فعلی و علی اکبر رشیدی خلبانان هلیکوپتر بل ۲۱۴؛ در ۱۹ شهریور ۱۳۵۹ با آتش خودی کشته شدند.
- جنگندهٔ اف-۱۴؛ در ۴ فروردین ۱۳۶۴ هدف موشک‌های زمین به هوا قرار گرفت.
- مسعود منفرد نیاکی؛ جانشین اداره سوم ستاد مشترک ارتش جمهوری اسلامی ایران شد و در تاریخ ۶ مرداد ۱۳۶۴ هنگام اجرای رزمایش توسط لشکر ۵۸ تکاور ذوالفقار، بر اثر اصابت ترکش خمپاره نیروهای خودی، کشته شد.
- جنگندهٔ اف-۱۴؛ در ۱۲ خرداد ۱۳۶۵ هدف موشک‌های زمین به هوا قرار گرفت.
- هواپیمای عباس بابایی؛ در در ۱۵ مرداد ۱۳۶۶ مورد اصابت گلولهٔ توپ ضدهوایی‌ای که توسط یک بسیجی شلیک شد قرار گرفت.

### در دوران صلح
جان‌باختگان آتش خودی، معمولا به کسانی گفته می‌شود که به هر علت، هدف شلیک نیروهای کشور خود در میدان‌های جنگ قرار می‌گیرند. اما در یک تعریف گسترده‌تر، همین مفهوم شامل افرادی که بر اثر این نوع شلیک، در خارج از زمان و مکان جنگ جان می‌بازند هم می‌شود. 
در جمهوری اسلامی حوادث متعددی بر اثر آتش خودی اتفاق افتاده است. به گفتهٔ تحلیل‌گران، به علت ماهیت پنهان‌گر حکومت جمهوری اسلامی ایران، برخی از این حوادث با وجود آن که هنوز به اثبات نرسیده‌اند، اما حداقل تردیدهای جدی‌ای در روایت رسمی حکومت وجود دارد.
برخی از حوادث در زیر آمده‌است:
- سقوط هواپیمای سی-۱۳۰ حامل فرماندهان ارشد نظامی؛ در ۷ مهر ۱۳۶۰ اتفاق افتاد. علت حادثه توسط مقامات رسمی در آن زمان به عراق و گروه‌های مخالف نسبت داده شد. هر چند که ابعاد پنهان حادثه هیچ‌گاه روشن نشد، اما برخی از فرماندهان نظامی در سال‌های بعد سقوط این هواپیما را مشکوک دانستند و آتش پدافند خودی دلیل سقوط می‌دانستند.
- حادثهٔ سقوط تام‌کت ۶۰۶۲؛ به خلبانی سرگرد علیرضا کریمائی و کابین عقبی سروان مصطفی فصیحی پس از برگشت از اسکرمبل که به جهت ورودی هواپیمای آواکس آمریکایی به آب‌های ایران صورت گرفته بود، در نزدیکی پایگاه بوشهر در خلیج فارس سقوط نمود و هر دو خلبان کشته شدند. (علت محتمل ورتیگو شدن خلبان ذکر شده‌است توسط رسانه‌های ایران). اما علت اصلی آن که توسط برخی از افسران ارتش به بیرون درز کرد هواپیمای اف چهارده تام‌کت توسط سایت موشکی پدافند سپاه پاسداران به اشتباه مورد هدف قرار گرفته بود.
- سانحه برخورد توپولوف ۱۵۴ ایران‌ایرتور با سوخو ۲۴؛ تمامی ۱۳۳ نفر که عروس و دامادهایی بودند که برای ماه عسل به مشهد سفر می‌کردند، کشته شدند.
- پرواز شماره ۷۵۲ هواپیمایی بین‌المللی اوکراین؛ در دی ۱۳۹۸ هدف شلیک پدافند خودی قرار گرفت.
- حادثه ناوچه کنارک؛ در ۲۱ اردیبهشت ۱۳۹۹ در اثر شلیک موشک از ناو جماران اتفاق افتاد.